# Árkádia prefektúra
Árkádia regionális egység (görög: Αρκαδία, illetve Περιφερειακή ενότητα Αρκαδίας) Görögország egyik regionális egysége a Peloponnészosz félszigeten, Peloponnészosz régióban, amelyet a 2011-es közigazgatási reform során a korábbi Árkádia prefektúrából hoztak létre.
Területe 4419 km², lakóinak száma 96 092 (2021), székhelye Trípoli.
A mai Árkádia regionális egység illetve a korábbi prefektúra a tengerparti résztől, Kinuríától (Észak és Dél-Kinuría) eltekintve megközelítőleg ugyanaz a terület, mint ami az ókori Árkádia volt.
Néhány árkádiai falut, kisvárost az 1960-as években átneveztek a legközelebbi régészetileg feltárt ókori városok neve alapján. (Kalpaki - Orkhomenosz, Berbati - Pallantio, ...) 

## Földrajza
Árkádia egy hegyvidéki regionális egység, a félsziget legnagyobb regionális egysége, amely a Peloponnészosz-félsziget területének mintegy 18%-án terül el. A 2011-es népszámlálás szerint körülbelül 86 000 lakosa van. Fővárosának, Trípolinak mintegy 30 000 fő a városban, és összesen mintegy 47 500 lakosa a közigazgatási szempontból hozzá tartozó lakossággal.
Árkádia részben termőföldekből, nagyobb részben viszont nem művelt füves, cserjés vidékből áll. Három hegyvonulata is van, nagyrészt erdőkkel borítva az 1000 méter feletti magasságban. Ménalo turisztikailag fontos téli síközpontjával az északi középső részén található; Párnonasz a középső déli részen, valamint délnyugaton a Lükaion-hegy, amelyhez ókori történelmi és mitológiai események kötődnek.
Éghajlatára forró nyarak és enyhe telek a jellemzők keleten, délen és a központi terület azon részein, amelyek tengerszint feletti magassága nem haladja meg az 1000 métert. Az ősz és a tél többnyire esős, kivéve a nyugati és északi hegyekben, Ménaloban, valamint a Tajgetosz hegységben (északi része Árkádiába nyúlik), amelyek télen havasak.

## Földtana és hidrogeológiája

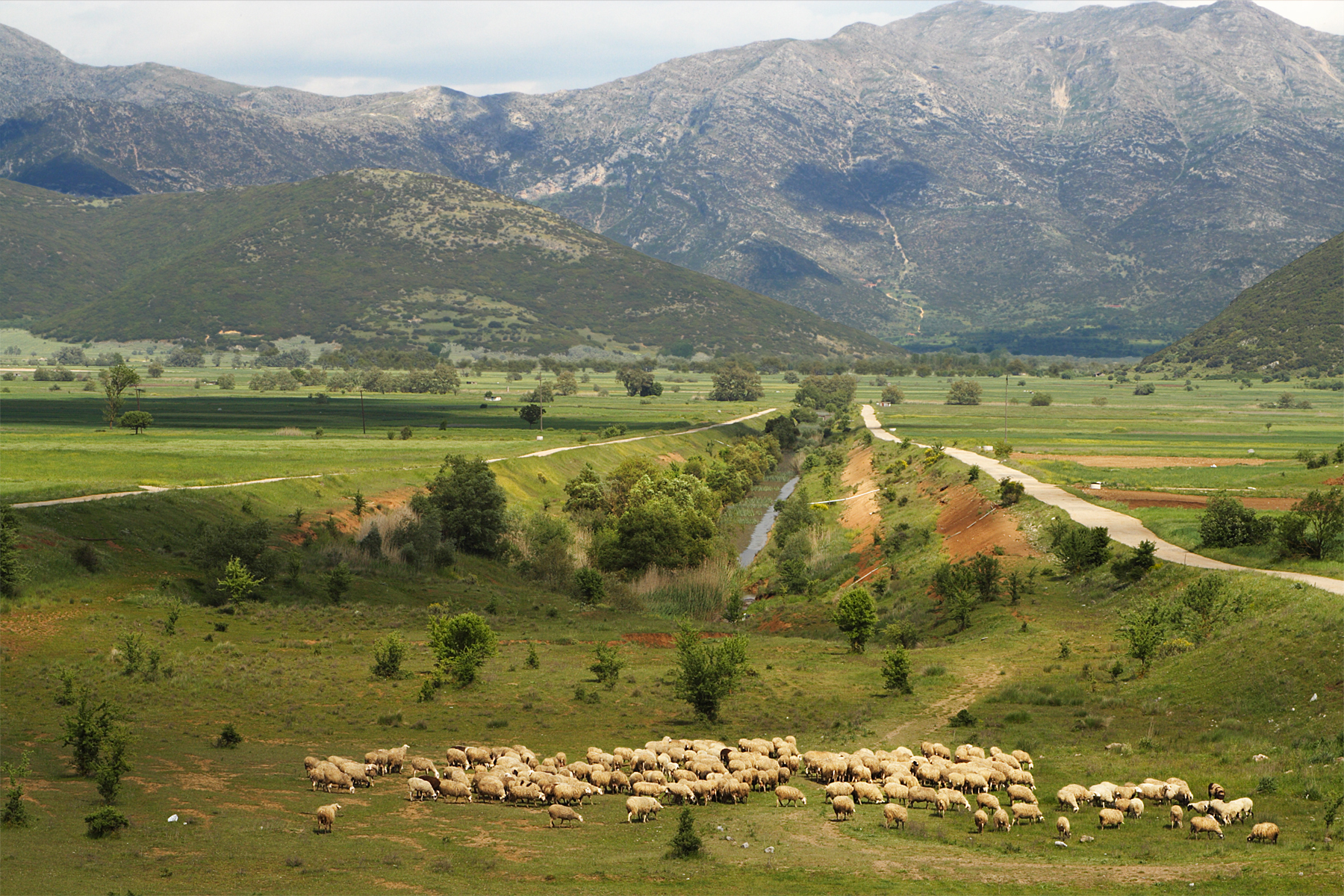
Az árkádiai Vlahérna-Hotúsza-Kandíla zárt medence.

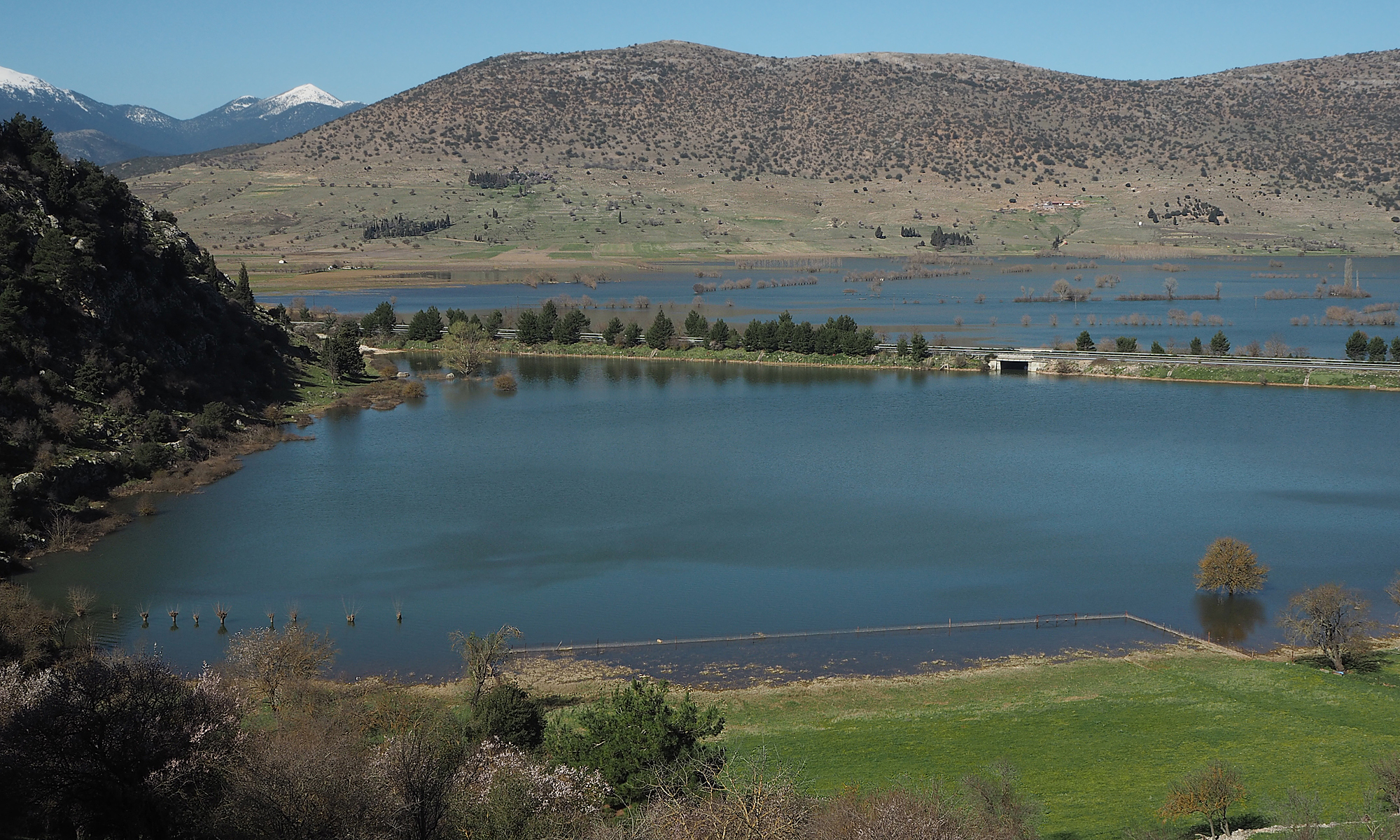
Az Árgón Pedíon időleges tó 2019 márciusában.

Árkádia területe szinte teljes egészében hegyvidéki, és a Peloponészosz karbonát platformjának (meszes vagy mészkő lerakódások) része. Az egész félszigetet intenzív tektonika (törések, vetődések? és regionális metamorfizmus) alakította. A Trípoli régió környékén, Árkádia középső részén alakult ki a domborzat speciális formája, egy geológiailag lenyűgöző jelenség: számos síkság, hegységen belüli medence, sőt zárt karsztmedence létezik: a 30 km hosszú Trípoli-fennsík, az Árgón Pedíon, a Levídi medence, a Vlahérna-Hotúsza-Kandíla medence.
A sajátos síkságok és a medencék intenzív karsztosodás eredménye: a víz a felszín alá szivárog ahelyett, hogy felszíni vízi utak vezetnék el és erodálnák a domborzatot. Ezeknél minden vízelvezetés töbrökön (görögül: καταβόθρες) és földalatti vízi utakon, víznyelőkön, barlangokon keresztül történik. A medencékkel kapcsolatos további probléma, hogy amikor a téli esőzések hevesek, a csapadékvíz elárasztja talajt, vagy időszaki tavak keletkeznek még ma is, mivel a töbrökön keresztül történő vízelvezetés gyakran túl lassú. Emiatt a helyi gazdák nem tudják időben elkezdeni a tavaszi munkákat.

## Városai
Árkádia fontosabb városai Trípoli, Ásztrosz, Vitína, Dimicána, Langádia, Tirósz, Leonídio, Levídi, Megalópoli és Sztemníca.

## A prefektúra átalakítása

Árkádia régi önkormányzati egységei

Árkádia új önkormányzati egységei

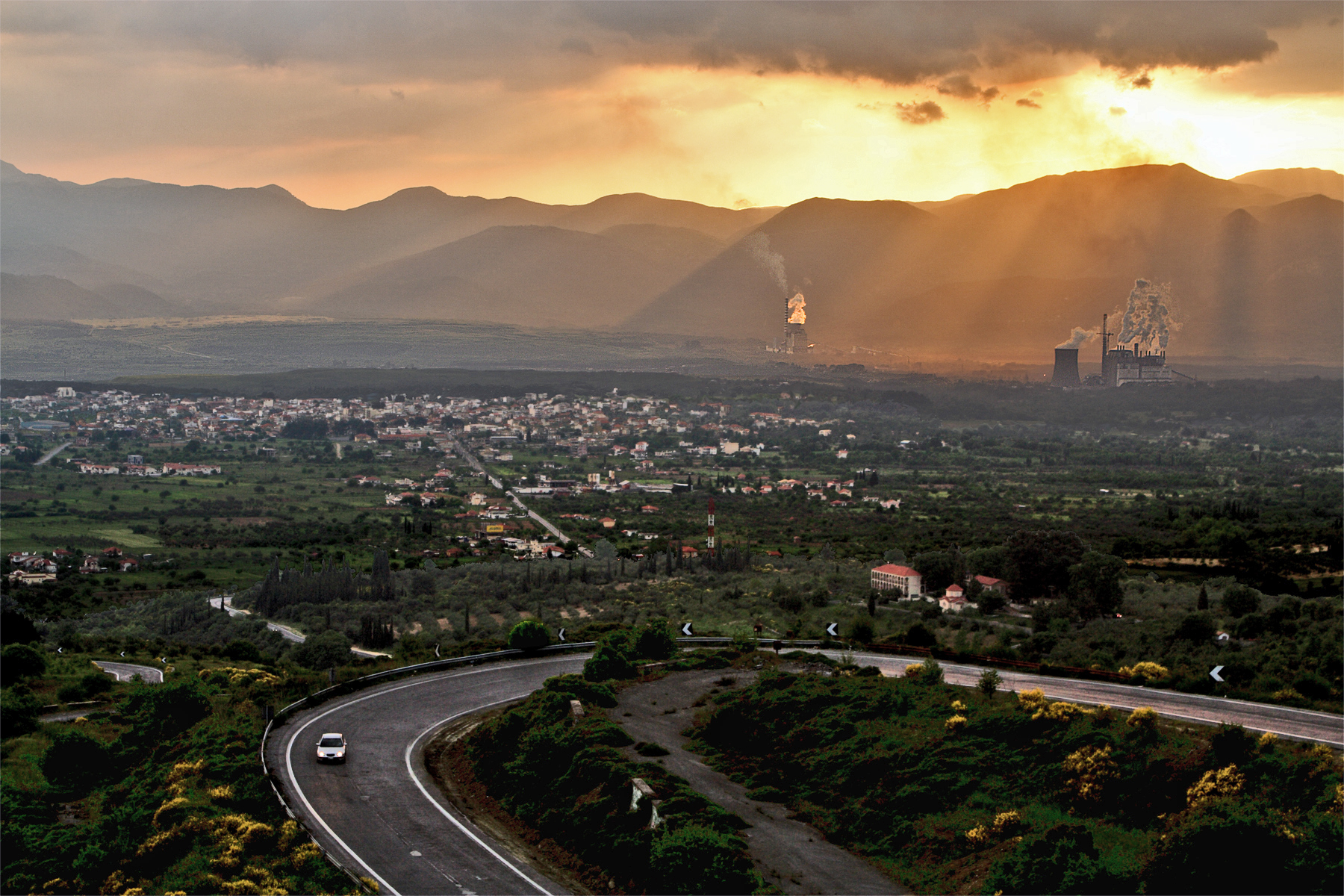
Megalópoli

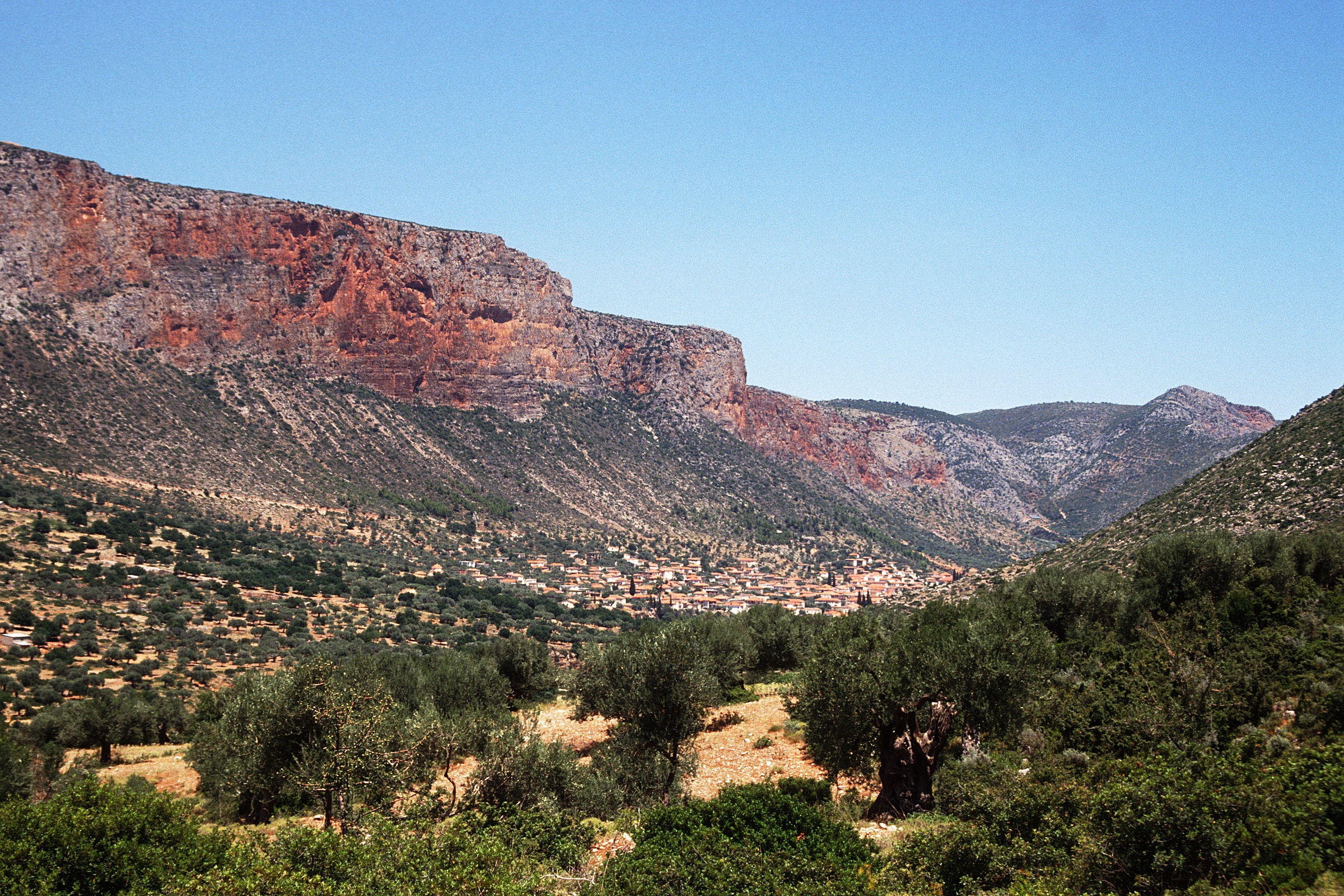
Leonídio

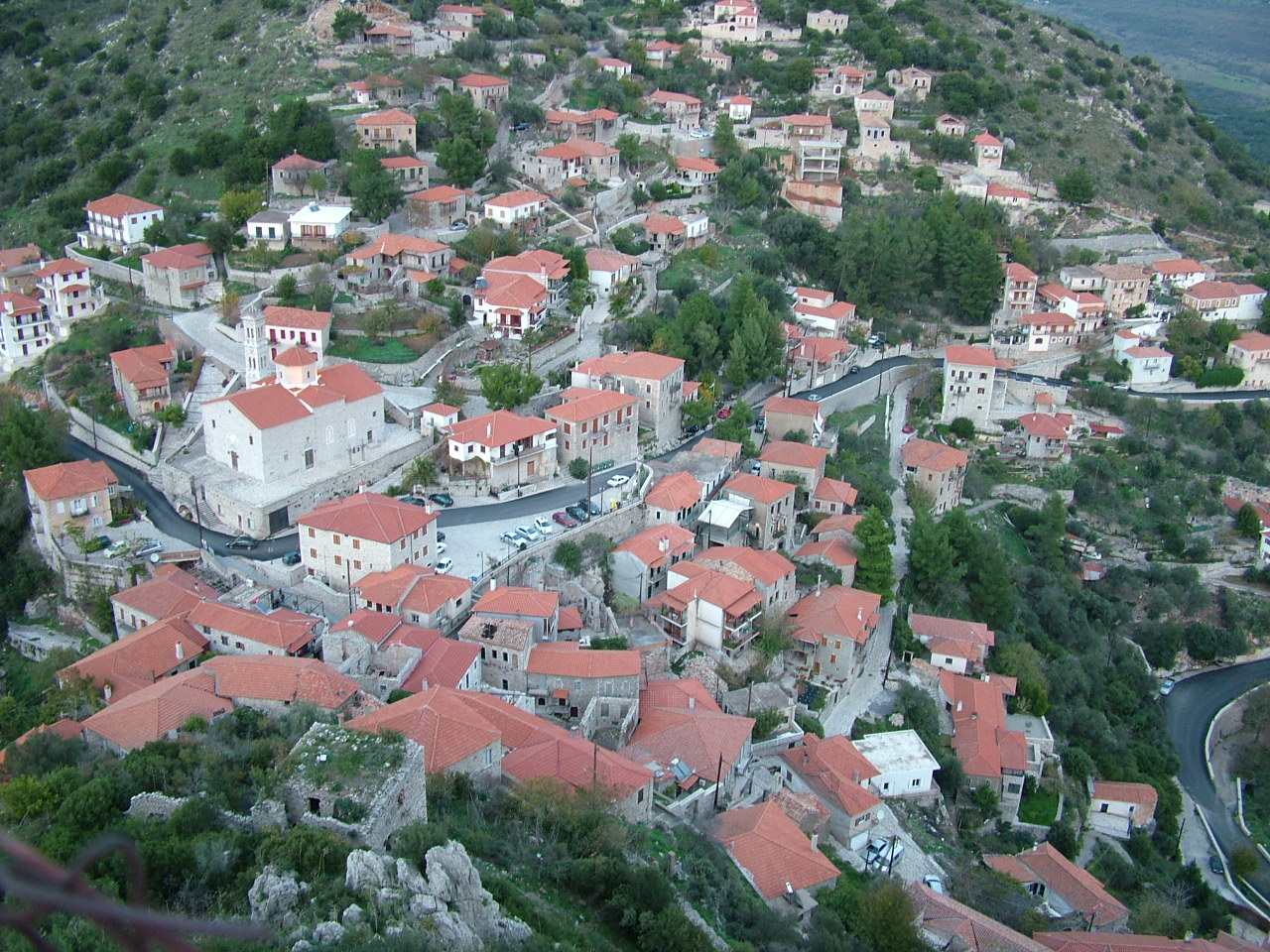
Karítena

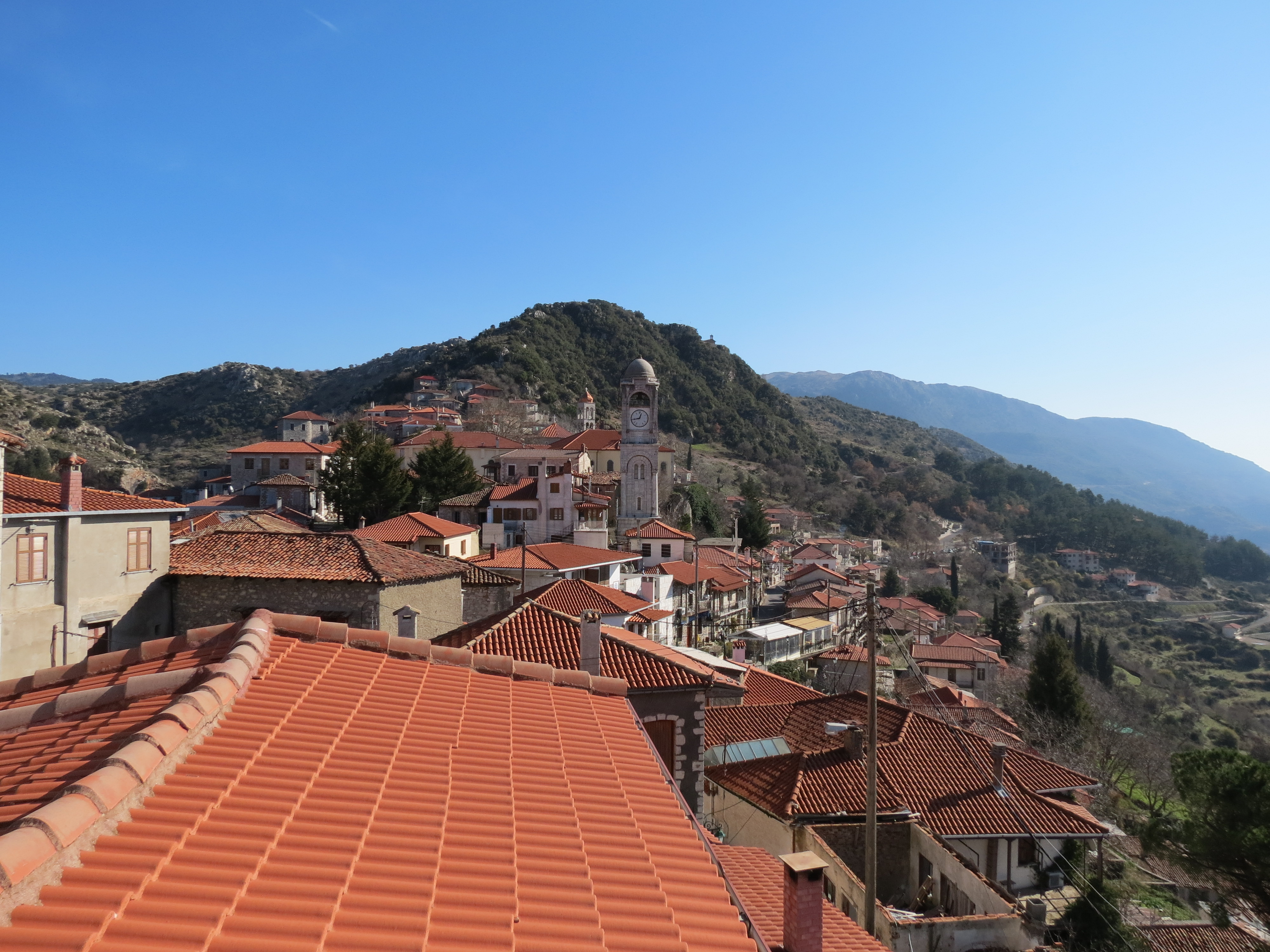
Dimicána

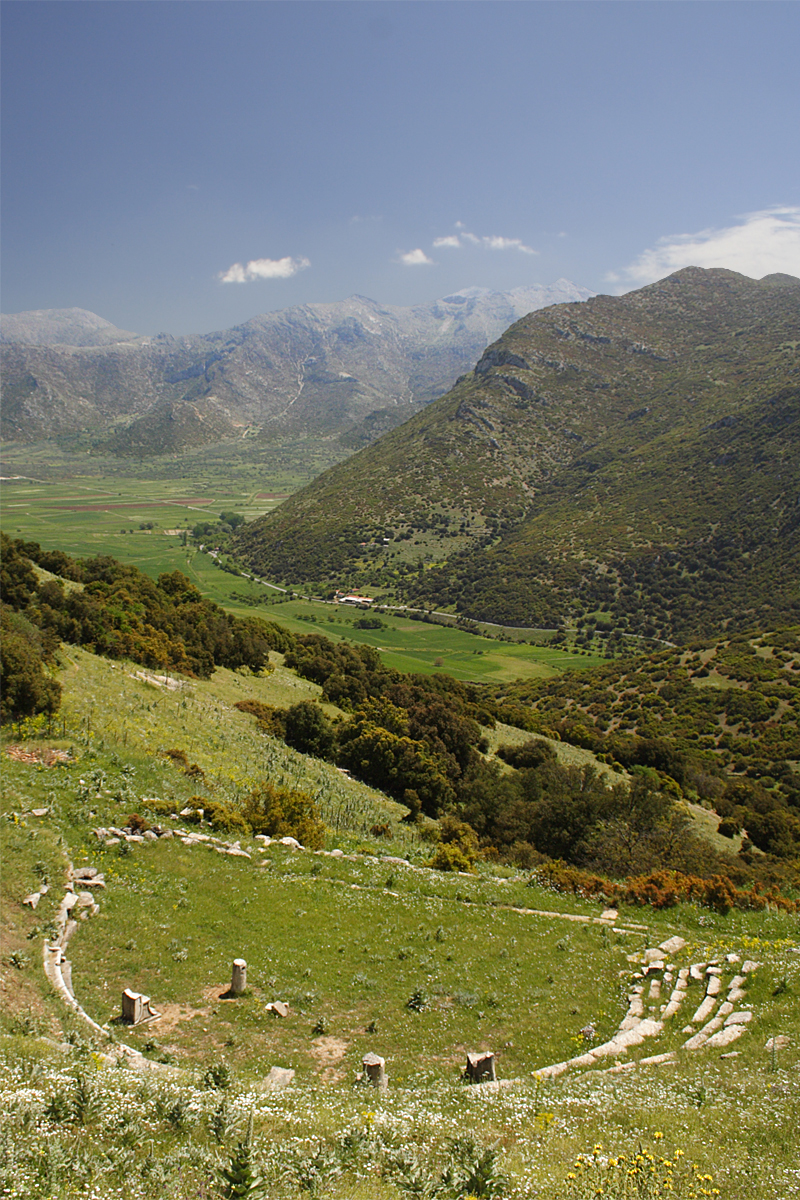
Az ősi Orkhomenusz romjai egykori tavas karsztmedencéjével

A 2011-es Kalikrátisz-féle önkormányzati reform keretében a korábbi Árkádia prefektúrából (görögül: Νομός Αρκαδίας azaz Nomosz Arkadíasz) hozták létre az Árkádia regionális egységet. A prefektúra területe megegyezett a jelenlegi regionális egységgel. 
Korábban, 1997-ig a prefektúrában négy tartomány volt:
- Gortinía tartomány (Dimicána)
- Kinuría tartomány (Leonídio)
- Mandínia tartomány (Trípoli)
- Megalópoli tartomány (Megalópoli)

Ezzel egy időben az önkormányzatokat is átszervezték az alábbi táblázat szerint:
| Új önkormányzat                   | Régi önkormányzat | Székhely   |
| --------------------------------- | ----------------- | ---------- |
| Gortinía (3)                      | Dimicána (7)      | Dimicána   |
| Gortinía (3)                      | Vitína (5)        | Dimicána   |
| Gortinía (3)                      | Iréa (8)          | Dimicána   |
| Gortinía (3)                      | Klítor (9)        | Dimicána   |
| Gortinía (3)                      | Kondovázena (10)  | Dimicána   |
| Gortinía (3)                      | Langádia (12)     | Dimicána   |
| Gortinía (3)                      | Trikóloni (19)    | Dimicána   |
| Gortinía (3)                      | Trópea (20)       | Dimicána   |
| Megalópoli (5)                    | Megalópoli (16)   | Megalópoli |
| Megalópoli (5)                    | Gortinía (6)      | Megalópoli |
| Megalópoli (5)                    | Faleszía (21)     | Megalópoli |
| Észak-Kinuría (2) (Vória Kinuría) | Észak-Kinuría (4) | Ásztrosz   |
| Dél-Kinuría (4) (Nótia Kinuría)   | Leonídio (14)     | Leonídio   |
| Dél-Kinuría (4) (Nótia Kinuría)   | Kozmász (23)      | Leonídio   |
| Dél-Kinuría (4) (Nótia Kinuría)   | Tirósz (2)        | Leonídio   |
| Trípoli (1)                       | Trípoli (1)       | Trípoli    |
| Trípoli (1)                       | Valtéci (3)       | Trípoli    |
| Trípoli (1)                       | Koríthio (11)     | Trípoli    |
| Trípoli (1)                       | Levídi (13)       | Trípoli    |
| Trípoli (1)                       | Mandínia (15)     | Trípoli    |
| Trípoli (1)                       | Szkirítida (17)   | Trípoli    |
| Trípoli (1)                       | Tegea (18)        | Trípoli    |
| Trípoli (1)                       | Fálanthosz (22)   | Trípoli    |

## Történelme
Az ókorban a mai Görögország területét, így a Peloponnészosz illetve Árkádia térségét is a pelaszgoknak nevezett népesség lakta. Erre emlékeztet mitikus első királyuk, Pelaszgosz király neve is. Ezt követően hellén törzsek közül elsőként az aiolok vándoroltak be, de a görög sötét korban (kb. i. e. 1200–i. e. 800) a Peloponnészosz középső, a hegyes-erdős része, a későbbi Árkádia népessége a dór és az északnyugati vándorlás során nagyjából érintetlen maradt. Eszerint Árkádia lakói is a pelaszgok leszármazottjának tekinthetők. Az árkádiai nyelvjárás közeli rokona a ciprusi volt.
Az i. e. VII. században sikeresen szállt szembe Spárta fenyegetésével, és az árkádiaknak sikerült megőrizniük függetlenségüket. Arisztokratész nevű királyuk összejátszott a spártaiakkal. Ennek következménye néhány kisebb város Spártai fennhatóság alá kerülésén kívül a királyság bukása volt. A városok laza szövetségbe tömörültek (amphiktüonia), ennek ellenére közös pénzt használtak. Spárta veresége után Árkádia kinyilvánította függetlenségét. Újjáépítették Mandíniát, létrehozták az árkádiai szövetséget és megalapították Megalópolisz (Megalópoli) városát.
A többi görög mellett részt vettek a perzsa háborúkban, katonákat küldtek a Thermopülai és a Plataiai csatába. A peloponnészoszi háború idején Árkádia szövetkezett Spártával és Korinthosszal. A következő években, Théba hegemóniájának időszakában a thébai Epameinóndasz tábornok megerősítette az arkádiai szövetséget annak érdekében, hogy rivális hatalom legyen a szomszédos Spártával szemben. Ezután alapította Megalópoliszt, amely új fővárosa lett. A következő évszázadok során Árkádia meggyengült. Először a makedónok igázták le, később pedig az árkádiaiak csatlakoztak az Akháj szövetséghez.
Árkádia i. e. 146-ban került római uralom alá. A római korban a térség gazdasági és politikai jelentősége ugyan kicsi volt, azonban kulturálisan mégis jelentőségre tett szert azáltal, hogy Róma ősi, mitikus történelmét minél több szállal kívánta az antik görög világhoz, kultúrához kapcsolódni (árkádiai Evander és a római Pallantion, Aineiasz, ...).
A Nyugatrómai Birodalom összeomlása után Árkádia a Bizánci Birodalom része lett. A VIII. században szlávok, a XIV. században albánok vándoroltak be.
A negyedik keresztes hadjárat után a terület az Akháj Fejedelemség részévé vált, de a Moreai Despotátussal bizánc az 1260-as évektől fokozatosan visszaállította befolyását, s ez a folyamat 1320-ban fejeződött be.

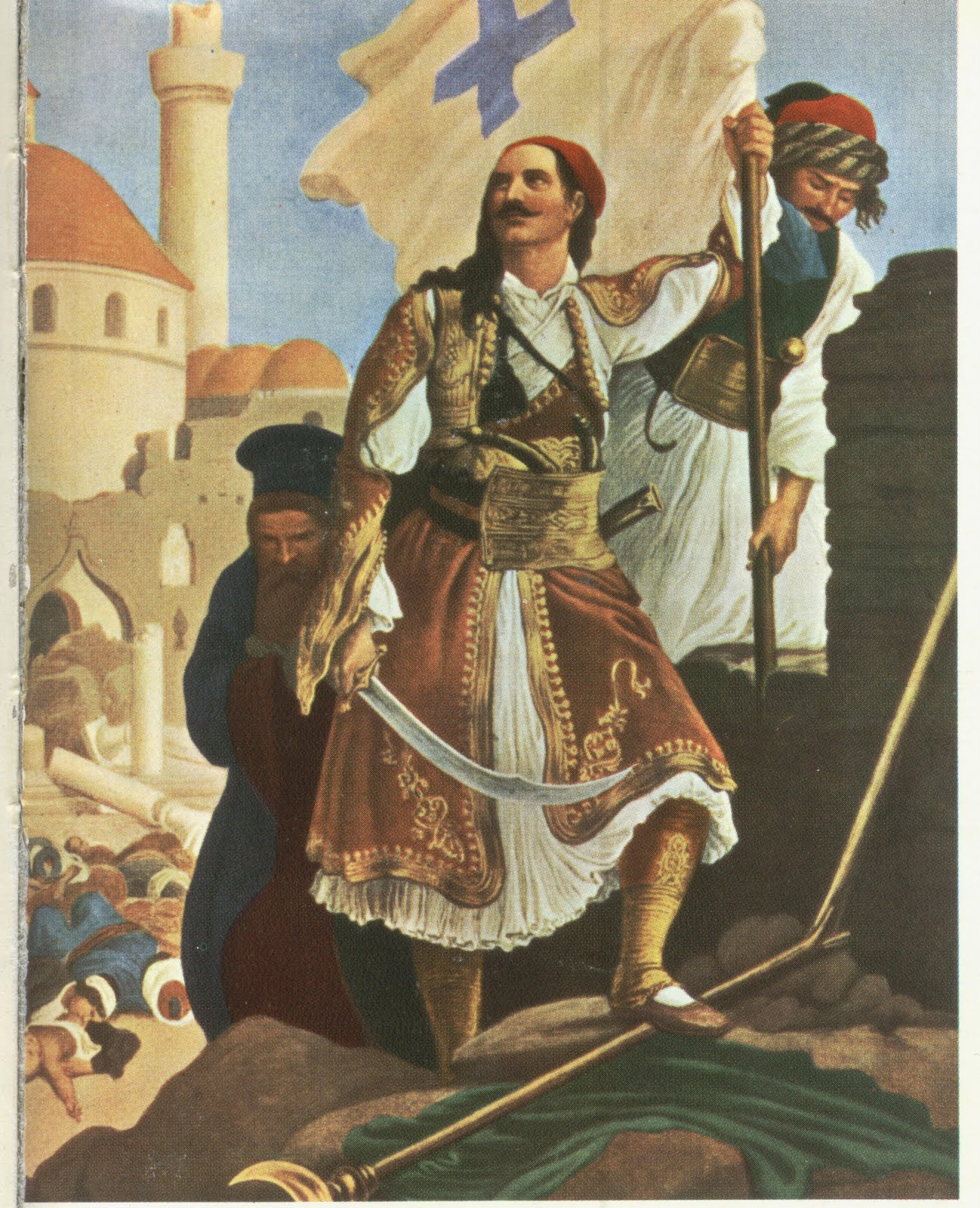
Panagiotisz Kephalasz parancsnok sikeres ostrom után kitűzi a Maniot zászlót Trípoliban (Tripolica), Árkádia fővárosában

A régió 1460-tól 1821-ig a törökök kezébe került kivéve egy rövid velencei uralom időszakát 1687-tól 1715-ig.  Árkádia a görög szabadságharc egyik központja volt, ahol a görögök győzelmes csatákat vívtak többek között Trípoliban is. A győztes forradalmi háború után Árkádia az újonnan alakult görög állam része lett. Ezt követően Árkádiában gazdasági növekedés indult be és a kivándorlás is kicsi volt. A XX. században azonban Árkádia jelentős népességvesztést szenvedett el a – főként Amerikába irányuló – kivándorlás következtében. Számos Árkádiai település elveszítette lakóinak jelentős részét, és félő volt, hogy teljesen elnéptelenednek, szellemvárosokká válnak. Árkádia lakossága ma kisebb, mint Korinthiáé. A demográfusok arra számítottak, hogy népessége felére csökken 1951 és a 21. század eleje között. A lakosság száma a 2011-es népszámlálás adatai szerint 87000-re csökkent.
Megalópolit és környékét 1965-ben a Richter-skála szerinti 5,9-es földrengés rázta meg. Számos épület pusztult el, így  rengeteg ember maradt fedél nélkül. Pár éven belül az épületeket földrengésbiztosra építették újjá. A földrengés nyomán fedeztek fel egy földalatti lignit lelőhelyet a területen. Hasznosítására 1967-ben kezdtek hőerőművet építeni Megalópoliban, amely 1970-ben kezdte meg működését. Ez az erőműtől délre elhelyezkedő bányászati terület a félsziget legnagyobb bányászati területe, amelyben a kitermelés a mai napig folyik.
2007. júliusában és augusztusában erdőtüzek pusztítottak Árkádiában, különösen a hegyekben.
Krisztosz Mergupisz 2008-ban nyilvánosságra hozott elmélete szerint Nagy Sándor mumifikálódott maradványai (nem a tényleges sírja) valójában a görögországi Peloponnészoszon, Gortinía területén található. Erről az azóta is folyó kutatásról először a CNN International számolt be 2008 májusában.

## Nyelvek
Az ókorban az árkádiaiak nyelvjárásának közeli rokona a ciprusi volt. Egyes források szerint bár a mükénei egyik későbbi nyelvjárásnak sem volt alapja, ennek ellenére nagy mértékben hasonlított ehhez az un. arkado-ciprusi nyelvjáráshoz.
A középkori bevándorlás nyomán albán és szláv népesség is megjelent a vidéken.
Az árkádiai nyelvjárástól eltérő az újabb időkben a prefektúrához csatolt vidékeken (Kinuría) dór eredetű cakoniai nyelvjárás főleg a két kikötővárosban, Leonídioban és Tirószban.
A mai újgörög köznyelv alapja a peloponnészoszi nyelvjárás volt.

## Gazdaság
Megalópoli déli részén üzemel az említett hőerőmű, amely Görögország déli részének legnagyobb áramellátója a közelben létesített szénbányára alapozva.
A mezőgazdaságban a burgonyatermesztő gazdaságok folytatnak meghatározó mezőgazdasági termelést (elsősorban Árkádia középső és északkeleti részén), valamint vegyes gazdálkodás folyik olajfaligetekben és legelőkön a síkságokon, különösen Megalópoli, valamint Trípoli és Levídi környékén.

## Közlekedés, szállítás
Görögország többi régióját Árkádiával az Athénból induló Moréasz autópálya (görög: Αυτοκινητόδρομος Μωρέας, angol: Moreas Motorway) (A7, E65) köti össze Korinthosszon keresztül Trípolival. Az autópálya tovább halad  délnyugatra Megalópoli érintésével Kalamatáig.
Autóutak:
- 7-es számú görög nemzeti autóút
- 33-es számú görög nemzeti autóút, É
- 39-es számú görög nemzeti autóút, Centrum, Dél
- 66-es számú görög nemzeti autóút, É
- 74-es számú görög nemzeti autóút, ÉNy, É
- 76-es számú görög nemzeti autóút, Ny, DNy

Másodrendű utak:
- Leondári-Diráhio út
- Ásztrosz-Tirósz-Leonídio-Monemvaszia út
- Karítena-Dimicána út
- Megalópoli-Lükaio út
- Spárta-Leonídio út
- Trípoli-Dimicána út
- Trípoli-Ásztrosz-Tirósz-Leonídio út
- Trípoli-Nesztáni út
- Trípoli-Vitína út
- Veligosztí-Vásztasz út
- Vúrvura-Leonídio út

Árkádiának két alagútja van. Az Artemiszio alagút nyílt meg először, majd a keleti Megalópoli alagút. Mindkettő a Messzenia és Athén közötti forgalmat szolgálja.

## Újságok
- Árkádia Portál – árkádiai hírportál
- tyrostsakonia.gr
- leonidion.gr

## Televízió
- ART – Arkadikí Radiofonía Tileóraszi

## Sportegyesületek
- Asztérasz Trípoli F.C. – Trípoli város  labdarúgó csapata.
- Arkadíkos B.C. – Trípoli 1976-ban alapított kosárlabda csapata.[8]

## Híres árkádiaiak
Mitológia:
- Arkasz, Árkádia mítikus királya, amelyről a régió a nevét kapta.
- Atalanté mitikus árkádiai királylány.
- Evander, Hermész és Themisz, egy árkádiai nimfa fia. Ő volt Pallantium alapítója, az egyik olyan városé, amelyet később beolvasztottak az ókori Róma városába.
- Hermész a testedzés és ékesszólás istene, továbbá a tolvajok, hírvivők és az utazók védelmezője.
- Kallisztó, Lükaón lánya és Artemis istennő követője. Medvévé változtatták és lelőtték, végül a Nagy Medve csillagkép lett.
- Képheusz, árkádiai király, az argonauták egyike
- Lükaón Árkádia egyik mitikus királya.
- Pán a vadak, a pásztorok és a nyájak, a hegyvidéki vadak, a vadászat és rusztikus zene istene, a nimfák kísérője.
- Themisz, egy árkádiai nimfa, Hermész szeretője, Evander anyja. A rómaiak Carmentának nevezték.

Híres ókori árkádiaiak:
- Anüté, (i. e. 3. század) költőnő
- Philopoimén (i. e. 253–183), hadvezér és államférfi, akháj sztratégosz, akit „az utolsó görög”-ként emlegettek.
- Polübiosz (kb. i. e. 200–118), történetíró Megalópoliszból a hellenizmus korából

Ókori olimpiai bajnokok:
- Menaloszi Androszthenész, i. e. 420 és 416
- Menaloszi Euthümenész (birkózó), i. e. 400 és 392

A görög szabadságharc hősei:
- Theodorosz Kolokotronisz (1770–1843), tábornagy a görög szabadságharc (1821–1832) idején, aki Árkádiában (Liboviszi) nevelkedett és élt.
- Nikitasz Sztamatelopulosz („Nikitarasz o Turkofágosz” azaz „Nikitarasz a törökfaló”) (1784–1849), görög forradalmár,  Theodorosz Kolokotronisz unokaöccse (Turkoleka).
- Dimitrisz Plaputasz (1786–1864), a görög szabadságharc tábornoka (Palumba)
- Gennaiosz Kolokotronisz (1803–1868), görög forradalmár, tábornok (vezérőrnagy) és görög miniszterelnök (1862 május –  1862 október), Theodorosz Kolokotronisz fia (Sztemníca)
- Kanellosz Deligiannisz (1780–1862), görög forradalmár vezető, politikus és a Görög Parlament elnöke (1844–1845) (Langádia)

Politikusok:
- Alexandrosz Papanasztasziu szociológus, (1876–1936), Görögország miniszterelnöke (1924 március – 1924 július és 1932 május – 1932 június) (Levídi)
- Epameinondasz Deligiorgisz ügyvéd, görög miniszterelnök (Trípoli)
- Grigorisz Labrakisz (1912–1963), baloldali pacifista politikus, orvos (1963-ban meggyilkolták) (Keraszica, Tegea?)
- Theodorosz Deligiannisz (1820–1905), Görögország miniszterelnöke (Langádia)
- Dimitriosz Gontikasz (1888–1967), politikus, a görög parlament elnöke (Maguliana)
- Kostasz Laliotisz (1951–), környezetvédelmi, tervezési és közmunkaügyi miniszter (1993–2001) (Doliana)
- Dimitrisz Avramopulosz (1953–), külügyminiszter (2012–), honvédelmi miniszter (2011–2012), Athén polgármestere (1995–2002) (Elliniko)

Költők:
- Nikosz Gatszosz (1911–1992), (Aszea)
- Kostasz Karüotakisz (1896–1928), (Trípoli)

Tudósok, oktatók, akadémikusok:
- Georgiosz Misztriotisz (1840–1916), filológus, Athéni Egyetem (Trípoli)
- Konstantinosz Romaiosz (1874–1966), régész, az Athéni Akadémia elnöke (Vúrvura)

Művészek:
- Mimisz Fotopulosz (1913–1986), színész (Zatuna)
- Costa-Gavras (1933–), filmrendező (Lutra Iraiasz)
- Maria Menunosz (1978–), színésznő, televíziós műsorvezető, újságíró (Akovo)
- Dimitri Mitropulosz (1896–1960), karmester, zeneszerző (Melisszopetra)
- Vaszílisz Papakonsztandínu (1950–), énekes, rendező (Vásztasz)
- Kosztasz Turnasz (1949–), énekes, zeneszerző (Trípoli)
- Kosztasz Triantafillopulosz (1956–), színész (Athinaio)
- Babisz Certosz (1956–), zenész, énekes (Tropaia)
- Sztavrosz Ciolisz (1937–), rendező (Trípoli)
- Elektrosz Vekrisz (1950–), művész, szobrász

Sportolók:
- Dimitrisz Kurbelisz (1993–), nemzetközi labdarúgó (Korakovuni)
- Jannisz Kurosz (1956–), ultramaraton futó (Trípoli)
- Mihaíl Murúcosz (1980–), taekwondo olimpiai bajnok (2000-ben) (Langádia)

Egyéb híres személyiségek:
- Lakisz (Aposztolosz) Szantasz (1922–2011) a görög ellenállás legendás hőse, aki barátjával, Manólisz Glézosszal 1941. május 30-án felment az athéni Akropoliszra és letépték a náci megszállók horogkeresztes zászlóját. (Vitína)
- Árkádiai Erasmus, görög ortodox püspök